# Abdinli (Agdam)
Abdinli est un village de la région d'Agdam en Azerbaïdjan.

## Histoire
En 1994-2020, Abdinli était sous le contrôle des forces armées arméniennes. Le 20 novembre 2020, le village a été restitué sous le contrôle de l'Azerbaïdjan.

## Économie
La principale occupation de la population était l'élevage.

## Population
Selon les statistiques de 2008, la population du village est de 119 personnes.